# Tobias Lagenstein
Tobias Lagenstein (* 28. April 1980 in Wildeshausen; † 28. Mai 2011 in Taloqan, Afghanistan) war ein Soldat der Bundeswehr, zuletzt im Dienstgrad eines Hauptfeldwebels beim Feldjägerdienstkommando Bremen.
Lagenstein hatte sich als 20-Jähriger entschieden, zur Bundeswehr zu gehen. Er versah seinen Dienst zuerst bei der Fallschirmjägertruppe, dann bei den Feldjägern. Dort absolvierte er eine Ausbildung zum Personenschützer. Lagenstein war der erste Feldjäger der Bundeswehr, der im Einsatz fiel.

## Anschlag in Taloqan am 28. Mai 2011

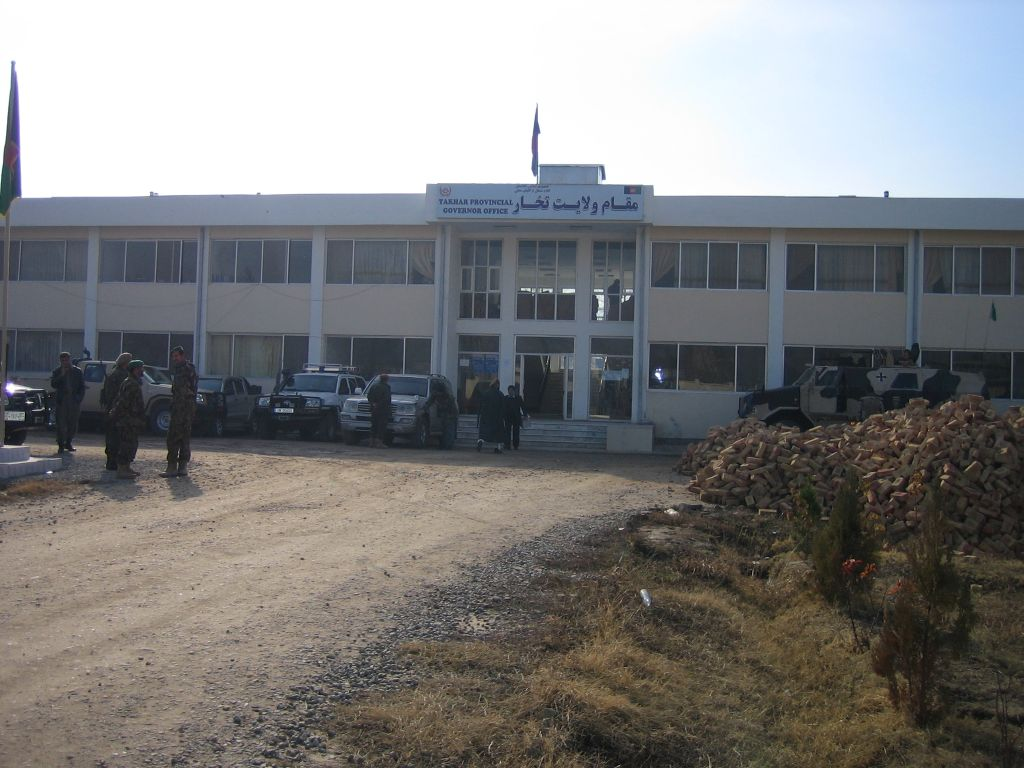
Gouverneurssitz in Taloqan 2009

Am 28. Mai 2011 fand im Feldlager Kundus in Afghanistan eine Trauerfeier für den durch eine Sprengfalle am 25. Mai 2011 getöteten Hauptmann Markus Matthes statt. Lagenstein war als Führer des Personenschutzkommandos für Generalmajor Markus Kneip, den deutschen Kontingentführer der International Security Assistance Force (ISAF) am Hindukusch, eingeteilt. Kneip nahm nach der Trauerfeier an einer Sicherheitskonferenz mit dem nordafghanischen Polizeichef General Mohammed Daud Daud im Gouverneurssitz der Provinz Tachar in der Stadt Taloqan teil. Als die Konferenzteilnehmer den Gouverneurspalast wieder verließen, ging der Attentäter auf die Gruppe zu und zündete einen Sprengsatz, der Daud Daud gelten sollte. Der Selbstmordattentäter, ein sogenannter „Innentäter“, trug dabei eine Polizeiuniform. Bei dem Anschlag wurden Daud Daud, vier weitere Afghanen und Lagenstein getötet. Generalmajor Kneip überlebte schwer verwundet. Kneips Berater Major Thomas Tholi kam ebenfalls ums Leben.
Neben der zentralen Trauerfeier  in der evangelischen Epiphaniaskirche in Hannover, an der auch der damalige Wildeshauser Bürgermeister Kian Shahidi, Verteidigungsminister Thomas de Maizière, der Generalinspekteur der Bundeswehr, General Volker Wieker, und der hannoversche Landesbischof Ralf Meister teilnahmen, wurde auf Initiative von Freunden und Bekannten des getöteten Hauptfeldwebels auch eine Gedenkfeier auf dem Marktplatz seiner Heimatstadt Wildeshausen durchgeführt.

## Namenswidmung einer Kaserne in Hannover

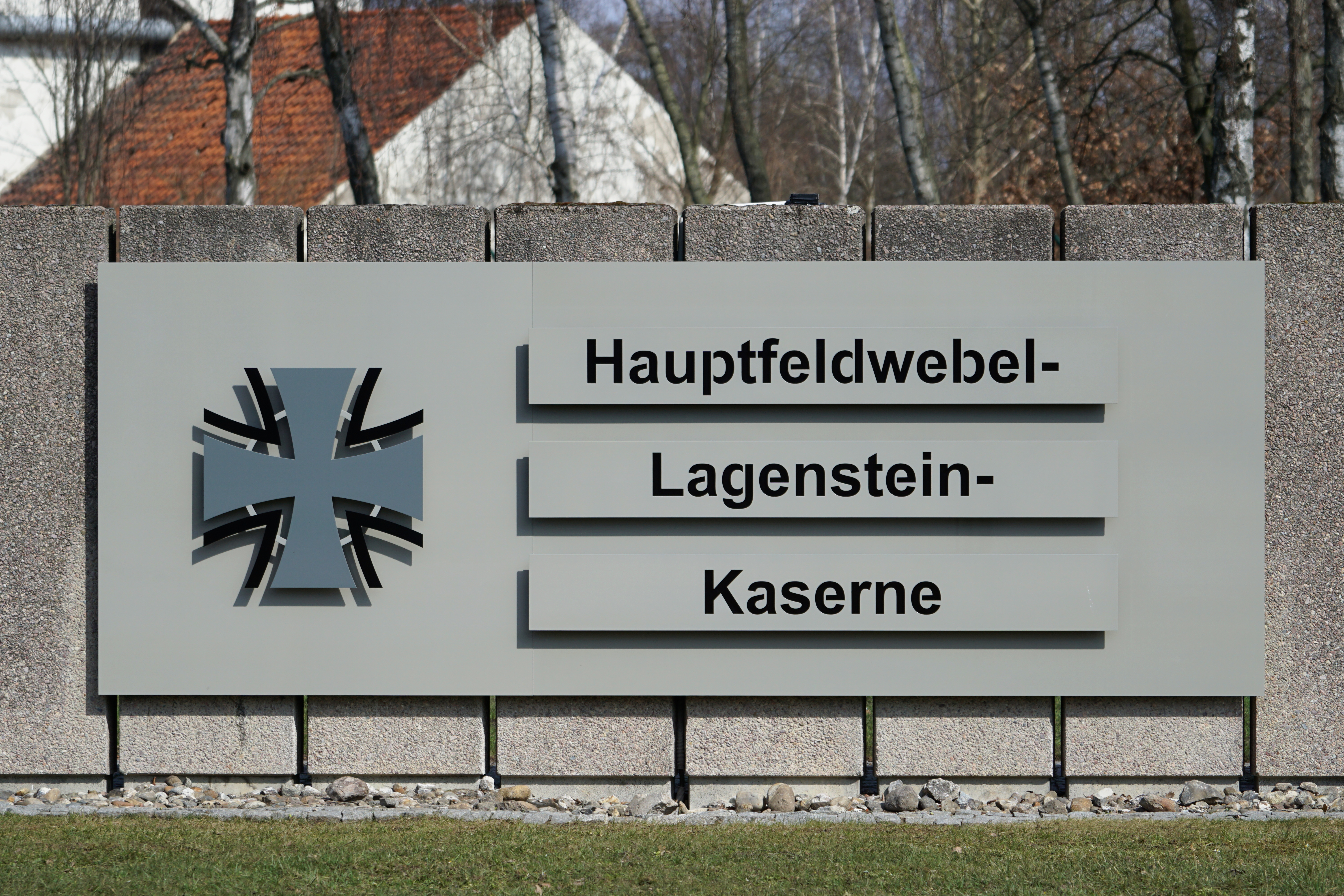
Schild am Haupteingang der Hauptfeldwebel-Lagenstein-Kaserne

Am 28. März 2018 wurde die Emmich-Cambrai-Kaserne in Hannover in Hauptfeldwebel-Lagenstein-Kaserne umbenannt. Erstmals in der Geschichte der Bundeswehr wurde damit eine Kaserne nach einem im Auslandseinsatz gefallenen Soldaten benannt.